# Kazimierz Karłowski
Kazimierz Karłowski herbu Prawdzic (ur. 3 marca 1895, zm. 9 października 1976) – polski ksiądz, teolog i prawnik, profesor w Arcybiskupim Seminarium Duchownym w Poznaniu.

## Życiorys
Był synem Kazimierza Eugeniusza Witolda Karłowskiego (1852-1917) i Izabeli Studniarskiej herbu Pobóg (1867-1944). Święcenia kapłańskie otrzymał 22 września 1917. Doktoryzował się na Wydziale Teologicznym Uniwersytetu Wrocławskiego, w 1923 został profesorem teologii moralnej na Arcybiskupim Seminarium Duchownym w Gnieźnie, a od 1 października 1924 był profesorem tego samego przedmiotu na Arcybiskupim Seminarium Duchownym w Poznaniu. Od 1 października 1928 do wybuchu II wojny światowej był profesorem prawa kanonicznego poznańskiego seminarium. Od 1928 do 1939 sprawował ponadto funkcję wicedyrektora tej uczelni. Kardynał August Hlond ustanowił go oficjałem 1 grudnia 1933 (w 1946 kardynał Walenty Dymek zatwierdził go na tym stanowisku). Po zakończeniu II wojny światowej był redaktorem w miesięczniku Wiadomości Duszpasterskie. W 1946 został kanonikiem gremialnym Kapituły Metropolitalnej Poznańskiej, a w rok później prałatem honorowym Jego Świątobliwości. Pochowany został na cmentarzu na Miłostowie (pole 4, kwatera kanoników kapituły metropolitalnej).

## Zainteresowania naukowe
Naukowo zajmował się prawem małżeńskim, procesem małżeńskim i analizą wyroków Roty Rzymskiej.

## Rodzina
Miał rodzeństwo: Tadeusza (1893-1936), Gabrielę (1896-1985), Krzysztofa (1901-1921) oraz Izabelę Barcikowską (1903-1981).